# Pollock
Pollock je priimek več oseb:
- Robert Valentine Pollock, britanski general
- Jackson Pollock, ameriški slikar
- Edwin Taylor Pollock, guverner Ameriške Samoe